# らじるの時間
『らじるの時間』（らじるのじかん）は、NHKラジオで放送されている5分間のミニ番組である。

## 概要
NHKラジオで放送されている番組の聴きどころを出演者のコメントと共に紹介する。合間に聴取者からの便り紹介をはさむ。日曜日は当初、NHKからのお知らせを放送する時期があったが、後にNHKからのお知らせは不定期となった。
担当者は原則土曜日に交代する。
元アナウンサーの三好正人がディレクターをしている。
2024年3月31日をもってレギュラー放送が終了した。その後は不定期で放送されている。

## 放送時間
2019年度の放送時間。2024年度以降は不定期放送である。

### NHKラジオ第1放送
- 毎日 10:55 - 11:00[2]
  - 但し、平日は国会中継が優先される。
- 土曜・日曜 19:50 - 19:55

### NHKラジオ第2放送
- 月曜 - 金曜 14:25 - 14:30

### NHK-FM放送
- 毎日 10:55 - 11:00
- 月曜 - 金曜 23:55 - 24:00

## 出演者
※ 以下は全員不定期で出演。
☆はNHKアナウンサー
- 吾妻謙 ☆
- 安治美穂
- 澤田彩香 ☆
- 網秀一郎 ☆
- 副島萌生 ☆
- 赤木野々花 ☆
- 林田理沙 ☆
- 比田美仁　☆
- 藤井まどか
- 庭木櫻子　☆
- 山本志保 ☆
- 宮崎大地 ☆
- 矢崎智之 ☆
- 吉松欣史 ☆
- 室井滋 - 『室井滋の感染症劇場』担当。

### 過去
- 神門光太朗（2019年4月1日 - 8月4日）